# Jakub Pachocki
Jakub Pachocki (ur. w 1991 w Gdańsku) – polski informatyk, naukowiec, uczestnik prac nad sztuczną inteligencją w OpenAI.

## Wykształcenie
Absolwent III Liceum Ogólnokształcącego im. Marynarki Wojennej RP w Gdyni w 2010. Studia na Uniwersytecie Warszawskim ukończył z dyplomem licencjata informatyki. W Carnegie Mellon University napisał pracę doktorską Graphs and Beyond: Faster Algorithms for High Dimensional Convex Optimization, której promotorem był Gary Miller. W 2016 obronił dysertację i uzyskał stopień doktora w zakresie informatyki. Na Uniwersytecie Harvarda w 2017 ukończył studia postdoktoranckie.

## Kariera zawodowa
W latach 2011–2012 pracował w Facebooku jako inżynier oprogramowania (ang. software engineer). Od 2017 pracuje w OpenAI, od 2023 jako dyrektor badań nad AI (ang. Director of Research).
Uczestniczył w tworzeniu modelu GPT-4 (w pracach nad GPT-4 uczestniczyli również inni polscy naukowcy, informatycy, m.in.: Wojciech Zaremba i Szymon Sidor). Był także członkiem zespołu, który pracował nad przygotowaniem zaawansowanego modelu GPT-4o.
W maju 2024, po opuszczeniu OpenAI przez Ilyę Sutskevera, awansował na pozycję szefa naukowców (ang. Chief Scientist) w OpenAI.
Znalazł się na liście My Company 23 najbardziej wpływowych Polaków w AI. 

## Osiągnięcia w konkursach międzynarodowych
- Wielokrotny finalista Olimpiad Informatycznych:

- Finał XV OI 2007/2008: finalista z wyróżnieniem;
- Finał XVII OI 2009/2010: laureat II miejsca;
- Finał XVI OI 2008/2009: laureat I miejsca;
- IOI 2009: srebrny medal;
- CEOI 2009: złoty medal (II miejsce);
- BOI 2009: złoty medal (I miejsce).

- Google Code Jam, w Dublinie, 2010 – szóste miejsce[17].
- Google Code Jam, w Nowym Jorku, w trzyosobowym zespole mistrzowie świata programistów[18].
- High School Programming League, pierwsze miejsce w czwartej serii konkursu[19].